# Le Roi Soleil
Le Roi Soleil è una commedia musicale prodotta da Dove Attia e Albert Cohen, messinscena e coreografata da Kamel Ouali. Questa commedia musicale racconta la vita e gli amori di Luigi XIV, detto Le Roi Soleil. La prima dello spettacolo ha avuto luogo il 22 settembre 2005 al Palais des Sports de Paris. L'ultima ha avuto luogo l'8 luglio 2007 al Palais omnisports de Paris-Bercy, 2 stagioni a Parigi e 2 tournée in Francia, Belgio e Svizzera. La commedia musicale ha ottenuto per due volte gli NRJ music awards di Gruppo/duo francofono dell'anno nel 2006 e 2007

## Storia

### Atto I
La storia è introdotta da Molière, che compiange le condizioni di vita del popolo di Parigi del XVIIesecolo, i quali sarebbero la ragione principale e determinante dello scoppio della Fronda, un sollevamento popolare lanciato contro il cardinale Mazzarino. Improvvisamente, lui è interrotto dalla suddetta Fronda, sotto il comando del Duca di Beaufort François de Vendome ( Contre ceux d'en haut). Ma, al suono dei cannoni, la rivolta è fermata dalle autorità. Isabelle, la figlia del popolo e innamorata di François, assiste impotente alle uccisioni dovute ai cannoni (Qu'avons-nous fait de vous ?).
Nella scena seguente, nel salone del sovversivo poeta Scarron, si beve, si canta, si ride forte. Scarron, anziano e molto malato, domanda la mano della bella ma molto giovane Françoise d'Aubigné (Je serai lui).
Il giovane Luigi XIV è consacrato re di Francia a Reims (Être à la hauteur). Tranne che il potere gli viene usurpato di fatto da sua madre Anna d'Austria e Mazzarino, che mettono in dubbio la capacità del giovane monarca a regnare da solo. D'altro canto, la Corte rende omaggio al nuovo re, e Monsieur, suo fratello, canta la commedia umana (Ça marche).
Luigi conosce l'amore vicino a Maria Mancini, un'emigrata italiana orfana e nipote di Mazzarino (Où ça mène quand on s'aime). All'inizio del suo regno, il giovane monarca vuole affermarsi; decide allora di partire in battaglia alla testa della sua armata, nonostante Mazzarino e sua madre, ma Maria è presa da una terribile intuizione (Encore du temps). Ahimè, l'intuizione dice il vero: in effetti Luigi cade in battaglia. Tutti lo credono morto (Requiem Aeternam); quindi, la Corte lo dimentica per volgersi verso Monsieur, che rifiuta di portare la corona (À qui la faute).
Improvvisamente Luigi, miracolosamente, torna in vita. È in questo momento che lui s'innamora perdutamente di Maria - che non l'ha dimenticato - e la chiede immediatamente in matrimonio (Je fais de toi mon essentiel). Pertanto, Anna d'Austria e Mazzarino mettono fine alla loro storia condannando Maria all'esilio e costringono il giovane re a sposare l'infanta di Spagna (S'aimer est interdit). È così che il primo atto finisce col dolore della separazione. Luigi allora capisce che lui ha sacrificato il suo destino d'uomo a quello di re.

### Atto II
1661: Mazzarino è morto (Repartir). Luigi XIV si afferma in tutta la sua autorità, dopo essersi liberato di sua madre, può infine regnare solo. Sotto il nome di Re Sole (Pour arriver à moi), lui dichiara ai suoi ministri: «A partire da oggi, lo Stato sono io!».
Nel secondo atto, egli si perderà tra le braccia di numerose donne, di cui la bella Madame de Montespan (Un geste de vous), e vivrà nel lusso dimenticando il suo popolo, che pagherà un pesante omaggio alla costruzione di un sogno presuntuoso, il Castello di Versailles (Entre ciel et terre).
Degli episodi turbolenti scombussolano la pace instaurata nel regno, come l'affare della maschera di Ferro e quello dei veleni. Luigi diventa molto innamorato di Françoise d'Aubigné, detta Madame de Maintenon, vedova Scarron e governante dei figli illegittimi che ha avuto con Madame de Montespan (Alors d'accord). Gelosa di questa attenzione, Madame de Montespan celebra allora una messa nera officiata dalla stregona La Voisin (J'en appelle). Malgrato questo, il re realizza ciò che non è potuto accadere con Maria Mancini - lui ama sempre Françoise d'Aubigné e la chiede in matrimonio contro tutti. Subito, lui dà l'ordine di mettere fine alle messe nere e firma la caduta di Madame de Montespan. Ahimè, Françoise, malgrato tutto l'amore che lei porta al re, rifiuta di essere la sua amante (Personne n'est personne).
Nello stesso istante, il Castello di Versailles è infine completato. Si canta allora l'installazione di Luigi e della sua corte in questo magnifico palazzo (Et vice Versailles).
L'infanta di Spagna, sposa del Re Sole, si spegne. Luigi rifiuta di risposarsi con una principessa di sangue reale e decide allora di sposare Françoise (La vie passe). Lei accetta - così, il re Luigi XIV, il più grande monarca francese di tutti i tempi, riesce infine a realizzare molto di più del suo destino di re, il suo destino di uomo (Tant qu'on rêve encore).

## Artisti

### Interpreti principali
- Luigi XIV: Emmanuel Moire
- Maria Mancini: Anne-Laure Girbal

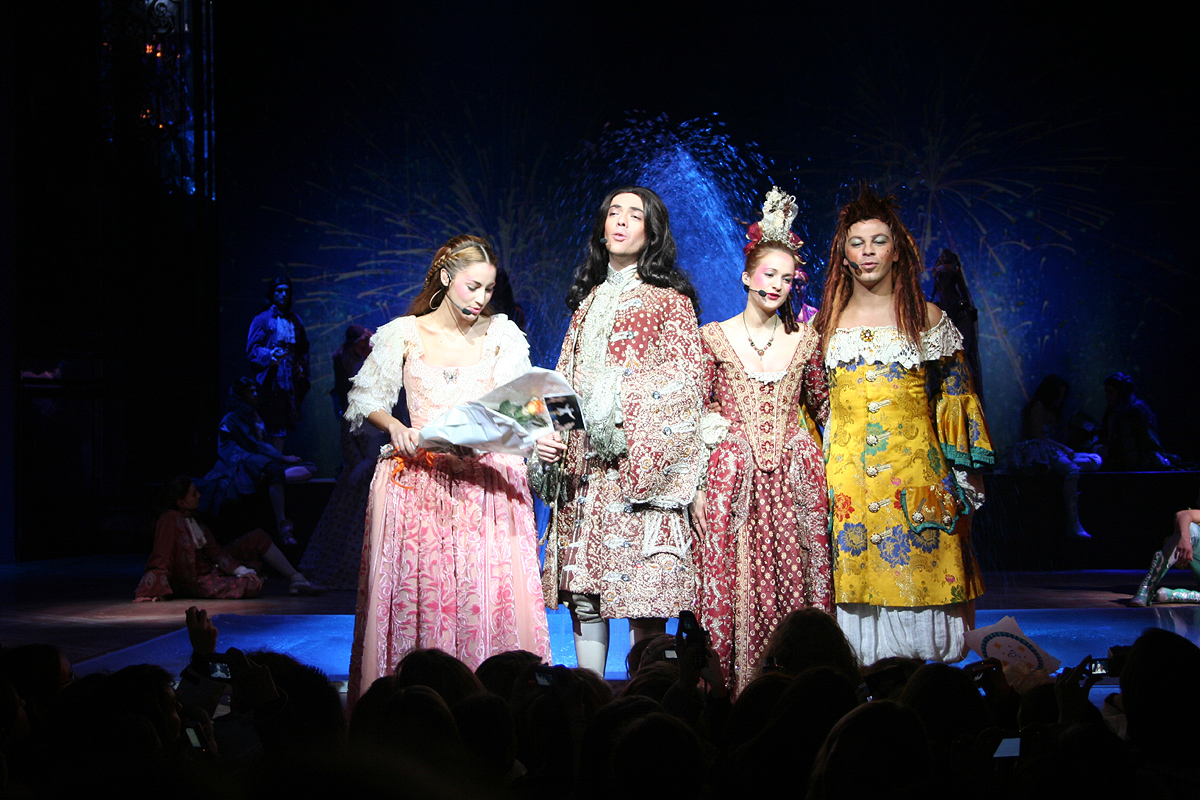
Il finale. Luigi XIV non è interpretato da Emmanuel Moire, ma eccezionalmente qui, dal suo sostituto Emmanuel Dahl

- Monsieur, il fratello del re Christophe Maé
- Françoise d'Aubigné (Madame de Maintenon) Cathialine Andria
- Il duca di Beaufort: Merwan Rim
- Madame de Montespan Lysa Ansaldi
- Isabelle, la figlia del popolo: Victoria Petrosillo

### Sostituti
- Luigi XIV: Emmanuel Dahl
- Madame de Montespan: Lydia Dejugnac
- Il Duca di Beaufort: Virgile Ledreff
- Maria Mancini, Françoise d'Aubigné et Isabelle: Blandine Aggery
- Monsieur, il fratello del re Mehdi Kerkouche [ballerino]
- Molière François Chouquet
- Mazzarino: Massimiliano Belsito [ballerino]
- Anna d'Austria: Marjorie Ascione [Ballerina]
- La Vicina et Mll di Lisieux: Sarah Gelle[Ballerina]
- Ninon de Lenclos: Géraldine Couf [Ballerina]
- Scarron: Baptiste Oberson

### Attori
- Luigi XIV: Emmanuel Moire
- Maria Mancini: Anne-Laure Girbal
- Monsieur, il fratello del re Christophe Maé
- Isabella la figlia del popolo (fiction): Victoria Petrosillo
- Françoise d'Aubigné Cathialine Andria
- Il duca di Beaufort Merwan Rim
- Mme de Montespan: Lysa Ansaldi
- Anna d'Austria e La Voisin: Marie Lenoir o Céline Duhamel (in alternanza)
- Molière e Mazzarino: Pierre Forest.
- Ninon de Lenclos: Lydia Dejugnac
- Scarron Tommy Pascal
- Colbert: Virgile Ledreff

## Bambini
- Maxence Hayek
- Arthur Chazal
- Adam Mur
- Noam Gerszanowilsz
- Sébastien Dubois
- Jonathan St John
- Alistair Baker
- Victor Cohen
- Arnaud Prusak
- Adam Slimani
- Luc Le Castrain
- Armand Kohi
- Thomas Olive
- Orson Israel
- Mathieu Niedzwiedz
- Sacha Brouté

## Canzoni

### Atto I
- Prélude versaillais (strumentale) Preludio Versailles
- Contre ceux d'en haut (M. Rim con l'intervento di V.Petrosillo) Contro quelli in alto
- Qu'avons-nous fait de vous? (V. Petrosillo con l'intervento di M.Rim) Che abbiamo fatto di voi?
- Je serai à lui (C. Andria). Io sarò sua
- Être à la hauteur (E. Moire). Essere all'altezza
- Ça marche (C. Maè). Così funziona
- Où ça mène quand on s'aime (A.-L. Girbal, E. Moire). Dove ci porta l'amore
- Encore du temps (V. Petrosillo, A.-L. Girbal). Ancora del tempo
- Requiem Aeternam (en latin) (V. Petrosillo, M. Rim, A.-L. Girbal). Requiem Aeternam
- À qui la faute (C. Maé). Di chi è la colpa
- Je fais de toi mon essentiel (E. Moire con l'intervento di A.-L. Girbal) Faccio di te il mio essenziale
- S'aimer est interdit (A.-L. Girbal, E. Moire). Amarsi è proibito

### Atto II
- Repartir (M. Rim, V. Petrosillo, C. Andria) Ripartire
- Le ballet des planètes (strumentale) Il balletto dei pianeti
- Pour arriver à moi (E. Moire) Per arrivare a me
- Un geste de vous (L. Ansaldi, C. Maé con l'intervento di E.Moire) Un vostro gesto
- Le bal des monstres (strumentale) Il ballo dei mostri
- Entre ciel et terre (M. Rim, V. Petrosillo) Tra cielo e terra
- Alors d'accord (C. Andria e un bambino) Allora d'accordo
- La danse de l'aigle (strumentale) La danza dell'aquila
- J'en appelle (L. Ansaldi) Io mi appello
- L'arrestation (strumentale) L'arresto
- Personne n'est personne (V.Pétrosillo, C.Andria) Non una sola persona
- Lyric Box (strumantale)
- Et vice Versailles (C.Maé) E vice-Versailles
- La vie passe (E.Moire;C.Andria) La vita passa
- Tant qu'on rêve encore (La troupe del Re Sole) Finché si sogna ancora
- Rappels: Être à la hauteur et Je fais de toi mon essentiel (La Troupe del Re Sole)

## Scene di commedia e intermezzi musicali

### Atto I
La rivolta, Cannoneggiamento, La Mazarinada, Presentazione di Françoise, Anna e Mazzarino, Omaggio al re, Il re e Maria, Si parla del re e di Maria, Partenza per la Guerra, La Battaglia, Il re sta meglio, Gli amanti sorpresi.

### Atto II
Confessione di Mazzarino, Lo Stato sono io, Presentazione di Montespan, Trionfo di Montespan, Montespan dalla Voisin, Françoise governante, La festa a Versailles, La rabbia di Montespan, Il re e il bambino, Luigi e Françoise, L'esilio di Montespan, La lettera, Conclusione di Molière.

## Il trattamento della storia nelLe Roi Soleil

### L'interpretazione storica

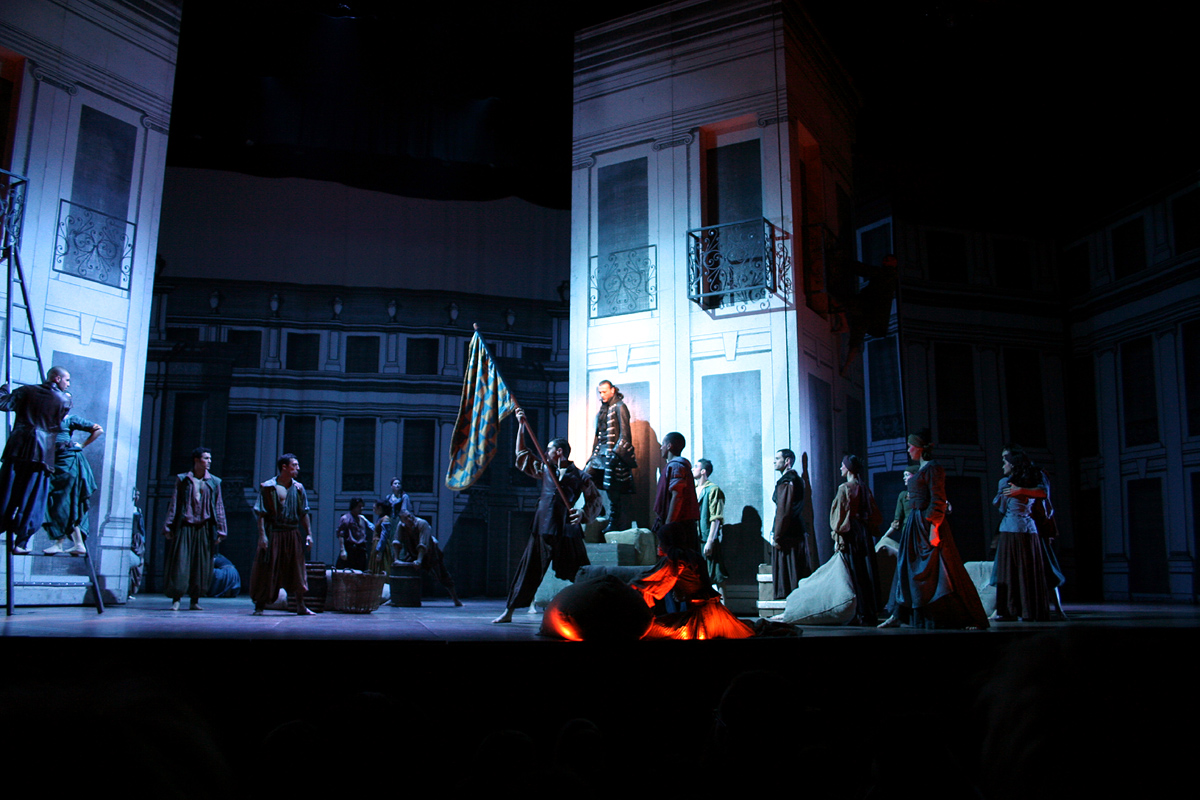
La Fronda

- La Fronda è presentata all'inizio come un movimento popolare, una rivoluzione prima del tempo. La Fronda è all'inizio una guerra di potere al più alto vertice dello Stato (Gastone di Francia, Condé, contro Mazzarino e Anna d'Austria) ripresa dal Parlamento di Parigi e dalla corporazione commercianti di Parigi, rivoltatisi contro l'aumento delle imposte. L'interpretazione dei fatti è qui un po' anacronica e ricorda fortemente la rivoluzione del 1830 trattata nei I miserabili di Victor Hugo. Il Duca di Beaufort è anche dipinto come un rivoluzionario romantico associato ad una figlia del popolo, Isabelle
- Il regno di Luigi XIV è presentato come un episodio di storia privo di rilievo: gli aspetti politici del suo bilancio (favorire le arti e le scienze, grandi cantieri, modernizzazione del paese) come i suoi episodi negativi (rovina del paese a causa delle campagne militari del re, la revoca dell'editto di Nantes, istituzione dello schiavismo) sono completamente lasciati da parte a favore di una vita di corte piuttosto tranquilla. L'indebolimento della nobiltà, la centralizzazione della Francia e l'assolutismo del suo re, che sono gli eventi maggiori del regno di Luigi XIV, sono appena accennati. L'importanza crescente della religione, sotto l'influenza di Mme de Maintenon, non è menzionata. Non si possono qualificare queste omissioni d'imprecisione o di errori storici, ma non danno un'idea ben completa dell'importanza del regno di Luigi XIV nella storia della Francia.
- Monsieur, il fratello del re, è presentato in maniera piuttosto classica, un gaudente incoerente e fantasioso che sua madre aveva fatto di lui per respingerlo dal trono. Il suo potere finanziario (uguale a quello del re), il suo talento di militare o la sua influenza molto particolare sulla corte non sono evocati.
- La maggior parte dei personaggi femminili sono ugualmente zuccherosi, quello di Maria Mancini e soprattutto Madame de Maintenon, che si presenta come una candida vittima di Madame de Montespan, e dunque l'influenza sulla vita personale di Luigi XIV e la fine del suo regno non sono evocati.

### Gli eventi
- L'intossicazione alimentare che è costata quasi la vita al re alla presa di Bergues è trasformata in una ferita di guerra (questo non è detto, ma è pesantemente sottinteso).
- Il Duca di Beaufort, cugino illegittimo del re, divenne l'Uomo della maschera di ferro, ipotesi già apparsa in letteratura sotto la penna di Lagrance-Chancel, ma non erano mai stati evocati dagli storici, non è che per i suoi anacronismi, la vita del duca di Beaufort durante il periodo d'incarcerazione dell'uomo dalla maschera di ferro, sia perfettamente conosciuta.
- L'invecchiamento del re (che è un uomo maturo d'età quando lui sposa Mme de Maintenon) non è mostrato.
- I personaggi maschili dell'opera non portano i baffi caratteristici dell'epoca.

## Autori dello spettacolo

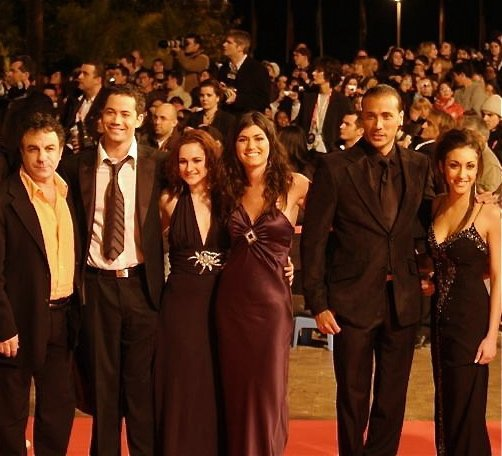
La troupe della commedia musicale, NRJ Music Awards 2006.

Dopo qualche spettacolo più o meno importante (Les Demoiselles de Rochefort, Belles Belles Belles), la commedia musicale in Francia aspetta un successo veritiero, e tutto è fatto per che sia Le Roi Soleil a ottenerlo. L'équipe è in parte quella dei I dieci Comandamenti (un grande successo), lo spettacolo è stato preparato in due anni, con un budget di sei milioni d'euro e il sostegno di numerosi mezzi di comunicazione, specialmente NRJ e TF1. Lo spettacolo occupa più di centocinquanta professionisti affermati, tra cui cinquantacinque solo sul palco. Le scenografie, e soprattutto i costumi sono estremamente trattati, così come le coreografie realizzate da Kamel Ouali.
Preceduto da un importante presenza mediatica delle sue canzoni, per lo spettacolo è subito un gran successo ed è rappresentato 380 volte davanti ad un totale di sei milioni e centomila spettatori circa.
L'album si vende in circa un milione d'esemplari e i singoli che sono estratti si distribuiscono piuttosto bene: Être à la hauteur (150 000 ex.), Je Fais de toi mon Essentiel (300 000 ex.), Tant qu'on rêve encore / Un geste de Vous (150 000 ex.), La vie passe (100 000 ex.).
Il DVD collezione della commedia musicale è distribuito nel 2006 e comprende un making-of dello spettacolo realizzato da Pascal J.Jardel.